# Vărai
Vărai – wieś w Rumunii, w okręgu Marmarosz, w gminie Valea Chioarului. W 2011 roku liczyła 275 mieszkańców.